# Acanthorhynchus
Acanthorhynchus là một chi chim trong họ Meliphagidae.

## Hình ảnh

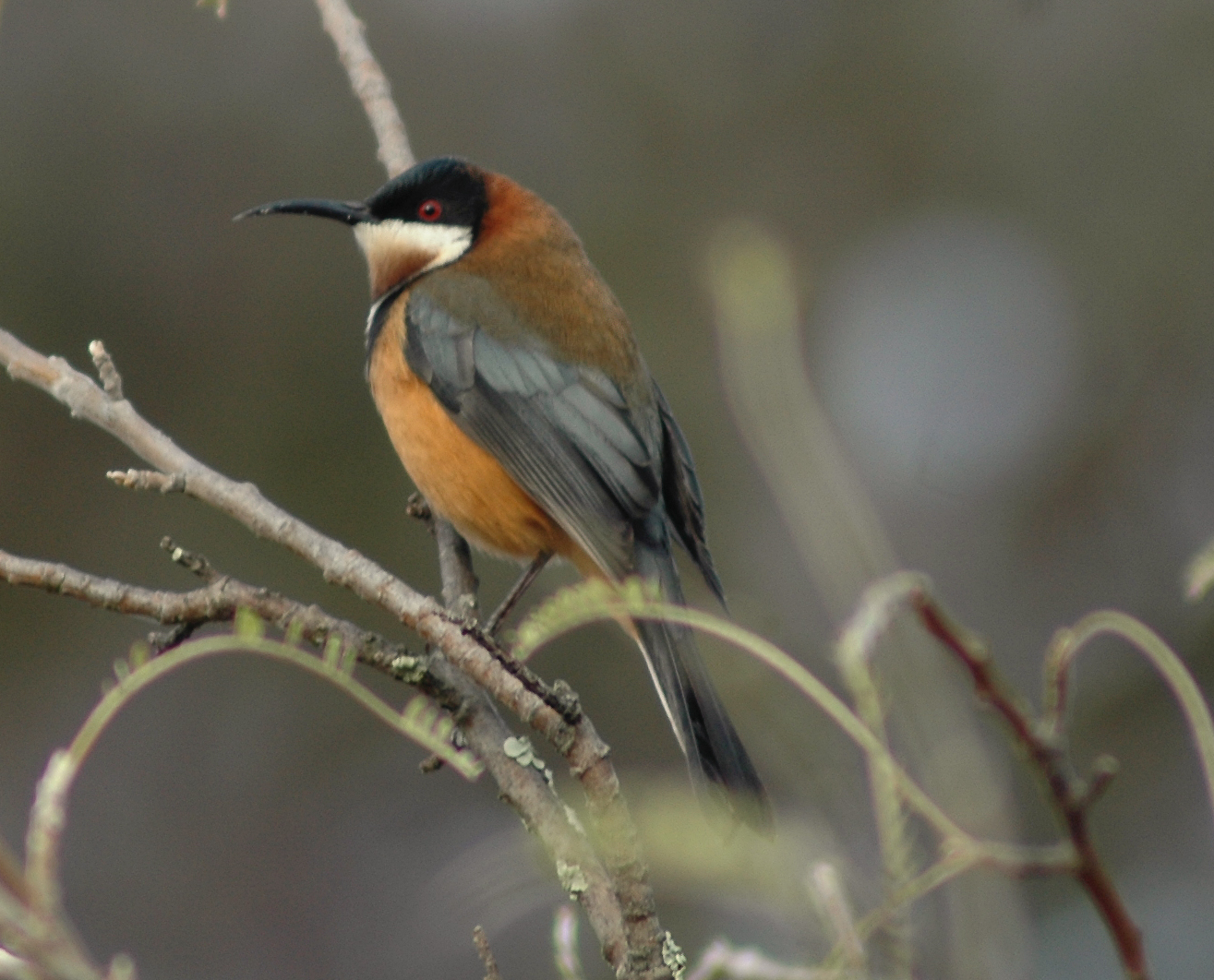
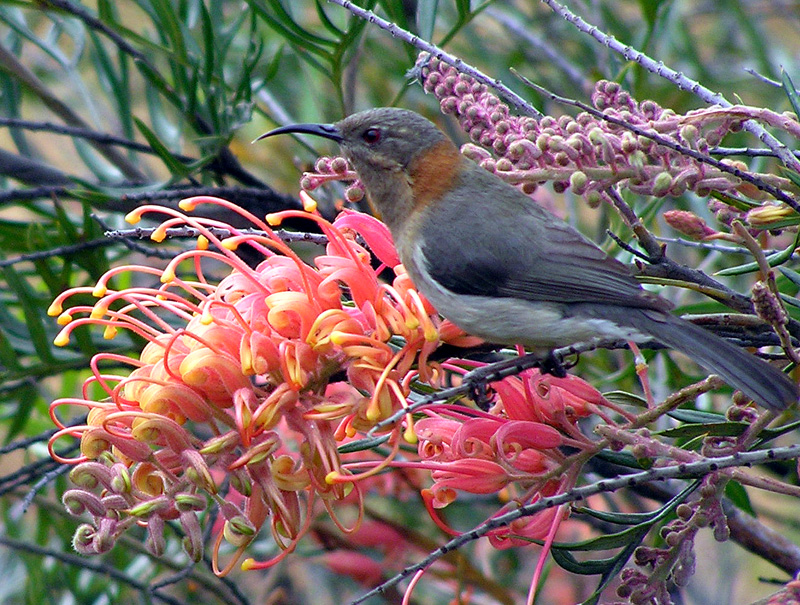
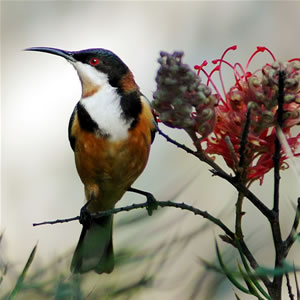

## Các loài
- Acanthorhynchus superciliosus[3]
- Acanthorhynchus tenuirostris[4]